# Ellen Weber (Schauspielerin)
Ellen Ottilie Emma Martha Weber-Erlenwein, geb. Ellen Ottilie Emma Martha Weber (* 10. September 1906 in Halle (Saale); † 2. Dezember 1992 ebenda) war eine deutsche Schauspielerin (Theater, Film, Fernsehen) und Opernsängerin (Sopran).

## Leben
Ellen Weber war die Tochter des Postbeamten Hermann Weber und dessen Frau Minna (geb. Heise). Von 1939 bis zu dessen frühen Tod 1943 war sie mit dem Apotheker Carl Erlenwein verheiratet.
In Halle besuchte Ellen Weber die Luisenschule. Danach studierte sie in Halle und in Leipzig Gesang. Im Herbst 1933 erhielt sie in Halle ein festes Engagement und debütierte mit einer Partie in Hans Pfitzners Palestrina. Es folgten kleinere Partien in Opern Richard Wagners sowie im Vogelhändler, in Eine Nacht in Venedig, in Csárdásfürstin und in Rigoletto. Als im März 1937 noch eine Theaterrolle in Jochen Huths Schauspiel Die vier Gesellen zu besetzen war, übernahm Ellen Weber diese. Das war der Beginn ihrer Jahrzehnte währenden Karriere als Schauspielerin, in der sie sich auf die Rolle der „Komischen Alten“ spezialisierte; so spielte sie u. a. die Marthe Rull in Heinrich von Kleists Der zerbrochne Krug, die Marthe Schwertlein in Goethes Faust I, die Haushälterin Rosa in Paul von Schönthans und Franz von Schönthans Der Raub der Sabinerinnen oder die Mutter Wolffen in Gerhart Hauptmanns Der Biberpelz (anlässlich der Wiedereröffnung des Landestheaters Halle 1951), aber auch, mit 81 Jahren im Jahr 1987, die Mrs. Higgins in My Fair Lady.
Ellen Weber, die zu den beliebtesten Theaterschauspielerinnen ihrer Heimatstadt gehörte, war an verschiedenen Theatern und Spielstätten Halles beschäftigt, so am Landestheater, am Thalia Theater, an der Unterburg der Burg Giebichenstein sowie am Operettentheater in der Saalschlossbrauerei. Darüber hinaus war sie zwischen 1966 und 1998 annähernd zwanzig Mal in Produktionen des Fernsehtheaters Moritzburg (s. u. „Fernsehen“) zu sehen. Nach Genres, Kunstformen und Medien vielfach begabt, wurden seitens der Presse allein bis 1966 über 300 Rollen für Ellen Weber nachgewiesen; danach wurde nicht mehr weiter gezählt.
Ellen Weber war aber nicht nur eine facettenreiche Künstlerin, sondern auch eine engagierte Bürgerin Halles. Nach dem Zweiten Weltkrieg arbeitete sie aktiv am Wiederaufbau der Stadt mit; als Betriebsrätin und Mitglied der Betriebsgewerkschaftsleitung sorgte sie u. a. für den Aufbau der Theaterbibliothek. Von 1965 bis 1969 gehörte sie als Parteilose dem Stadtrat an und sah hier ihre Hauptaufgaben darin, die „Chemiearbeiter und künftigen Einwohner von Halle-West“ kulturell zu betreuen und „bei manchen Staatsfunktionären“ eine „stärkere Theaterinteressiertheit“ zu wecken.
Als Ellen Weber im Dezember 1992 starb, war im Nachruf des Opernhauses zu lesen: „Nie darauf bedacht, sich selbst in den Vordergrund zu spielen, spielte sie sich durch einfühlsame Rollengestaltungen in die Herzen der Zuschauer und wurde so im besten Sinne des Wortes zu einer Volksschauspielerin.“
Im Jahr 2004 wurde in Dölau (Halle) eine Straße nach Ellen Weber benannt.

## Auszeichnungen
- Kunstpreis der Stadt Halle (1972)
- Ehrenmitglied des Landestheaters Halle (1976)

## Filmografie

### Film
- 1961: Professor Mamlock (1961)
- 1975: Bankett für Achilles
- 1982: Das Fahrrad

### Fernsehen
- Sein Meisterstück (Fernsehtheater Moritzburg, DDR 1966)
- Zeitgenossen (DDR 1966)
- Er kam mit dem Herbstwind (Fernsehtheater Moritzburg, DDR 1968)
- Die Überwindung (Fernsehtheater Moritzburg, DDR 1969)
- Die nackte Wahrheit (Fernsehtheater Moritzburg, DDR 1969)
- Prüfung zu dritt (Fernsehtheater Moritzburg, DDR 1971)
- Mit sechzig fängt das Leben an (Fernsehtheater Moritzburg, DDR 1971; aus Anlass des 60. Geburtstags von Ellen Weber)
- Die Pläne der Mumie (Fernsehtheater Moritzburg, DDR 1971)
- Schöner Urlaub (Fernsehtheater Moritzburg, DDR 1972)
- Kinder, Kinder … (Fernsehtheater Moritzburg, DDR 1972)
- Eine fabelhafte Partie (Fernsehtheater Moritzburg, DDR 1972)
- Man sollte nicht schwindeln (Fernsehtheater Moritzburg, DDR 1974)
- Fahrradtour (Fernsehtheater Moritzburg, DDR 1975)
- Frohes Wochenende (Fernsehtheater Moritzburg, DDR 1976)
- Umwege ins Glück (DDR 1977)
- Zwei mal Katharina (Fernsehtheater Moritzburg, DDR 1978)
- Man kann nie wissen (Fernsehtheater Moritzburg, DDR 1978)
- Wir sind doch keine Engel (Fernsehtheater Moritzburg, DDR 1979)
- Meine Wege – deine Wege (Fernsehtheater Moritzburg, DDR 1981)
- Ich weiß von nichts (Fernsehtheater Moritzburg, DDR 1982)
- Guten Tag, Herr Monteur, mein Mann ist auf Montage (Fernsehtheater Moritzburg, DDR 1982)
- Reif für 'ne Kur (Fernsehtheater Moritzburg, DDR 1982)
- Das Hochzeitsgeschenk (Fernsehtheater Moritzburg, DDR 1982)
- Der doppelte Schöne (Fernsehtheater Moritzburg, DDR 1984)
- Versuchung (DDR 1984; Folge der TV-Serie Der Staatsanwalt hat das Wort)
- Das Nachtgespenst (DDR 1989; Folge der Fernsehtheater-Moritzburg-Serie Von Fall zu Fall (1989))